# حلاوة المولد
حلاوة المولد، هي نوع من الحلوى التي نشأت في مصر في مناسبة المولد النبوي الشريف. وساعدوا في نشرها لتكون هناك حلوى لكل مناسبة كنوع من التقرب السياسي من المصريين.
وارتبطت ظاهرة حلاوة المولد بذكرى ميلاد النبي محمد صلى الله عليه وسلم، وترجع هذه الظاهرة لعهد الفاطميين في مصر.
وحلويات المولد هى واحدة من مظاهر الاحتفال بالذكرى، حيث تنظم المواكب بالخيول، ويجتمع كبار القوم مع الحاكم في إحدى المساجد الكبرى، وتنشد الأشعار والتواشيح التي تروي السيرة النبوية والمديح النبوي.
وتوزع الحلوى على الفقراء وعلى الأطفال في الشوارع، ويتفنن الطهاة أو الطباخون في ابتكار أشكال متعددة من الحلويات في هذا اليوم.

### حلاوة السودانية
حلوى السودانية هى واحدة من حلويات المولد النبوي الشهيرة، وتتكون من فول سوداني، وسكر، وماء، وعسل جلوكوز، مع بعض الإضافات.

### حلاوة الحمصية
هى حلوى تصنع من الحمص كمكون أساسي في هيئة صلبة متماسكة، وتقطع في شكل دائري أو مكعبات، وتصنع بخليط حلوى عادي أو في شكل حلوى حمصية بيضاء.
ويمكن صناعة هذه الحلوى بالمنزل بسهولة، حيث تتكون من الحمص والسكر والماء، مع بعض الإضافات من الزيوت والليمون والجيلاتين وغيرها.
وطريقة عمل خليط الحلوى لا يتطلب خطوات معقدة، ونشير إلى طريقة صناعة خليط هذه الحلوى هى نفس الطريقة المستخدمة في صناعة السمسمية والفولية.

### حلاوة السمسمية
حلاوة السمسمية من الحلويات الشهيرة في مناسبات المولد، ويمكن صناعتها في البيت بالعسل و بدون العسل، وهى حلوى صلبة متماسكة مكونها الرئيسي هو السمسم.

### حلاوة اللديدة أو جوز الهند
حلاوة جوز الهند أو اللديدة أو الجوزية هى حلوى طرية مصنوعة من جوز الهند كمكون أساسي،بالإضافة للحليب والعسل والزبيب.

### حلوى الملبن
حلاوة الملبن هى حلوى طرية شهية تصنع من السكر والنشا والجيلاتين، ويمكن صناعتها بدون الجيلاتين، ويضاف إليها المكسرات حسب الرغبة.

### العروسة والحصان الحلاوة
العروسة الحلاوة والحصان الحلاوة، من أشهر حلويات المولد توزع على الأطفال، وتقدم هدايا للعروسين، وتصنع من سكر ولون مضاف حسب الرغبة.
وعمل هذه الحلوى يتطلب توفر قالب على شكل عروسة أو حصان أو جمل أو أي شكل حسب الرغبة، والقالب يتشكل من جزئين من الخشب.

### حلويات البسيمة
البسيمة هى حلوى لذيذة يتم صناعتها من السميد والدقيق وجوز الهند والسكر، بالإضافة للحليب والماء والسمن، ولها طرق متعددة في فنون صناعتها.

### أخرى
البندقيه , اللوزيه , الفستقيه , الجزريه